# Rachitisme vitamino-résistant hypophosphatémique
Le rachitisme vitamino-résistant hypophosphatémique, aussi dit hypophosphatémie liée à l'X ou XLH (de l'anglais X-linked hypophosphatemia) est une maladie génétique à transmission dominante liée à l’X. C'est une forme de rachitisme (ou ostéomalacie) qui présente la particularité d'être résistante au traitement habituel à la vitamine D. Elle peut causer des déformations osseuses, y compris une petite taille et un genu varum (déformation de type jambes arquées). La prévalence de la maladie est d'environ un cas pour 20000 naissances.

## Cause et génétique
Il s'agit de la cause la plus fréquente du rachitisme héréditaire.
Le rachitisme vitamino-résistant hypophosphatémique est associé à une mutation de la séquence du gène PHEX (Phosphate-regulating gene with Homologies to Endopeptidases on the X chromosome), situé sur le chromosome X, au locus Xp22.2-p22.1,,. La protéine codée par ce gène régule l'activité d'une autre protéine, le facteur 23 de croissance du fibroblaste, qui inhibe la faculté qu'a le rein de réabsorber le phosphate vers la circulation sanguine. La mutation du gène PHEX empêche la protéine incorrectement codée de jouer son rôle de régulation ; sans cette modération, l'activité du facteur 23 de croissance du fibroblaste est trop élevée, l'inhibition de la recapture du phosphate est trop grande, ce qui résulte en une hypophosphatémie et ses symptômes associés dans le rachitisme vitamino-résistant. De plus, en l'absence de l'activité enzymatique normale PHEX, l'ostéopontine  — une protéine inhibant la minéralisation dans la matrice extracellulaire de l'os  — peut s'accumuler dans l'os, ce qui contribue à l'ostéomalacie. Biochimiquement, on reconnaît le rachitisme vitamino-résistant hypophosphatémique par la déficience en phosphate associée à un niveau bas de calcitriol (1,25-(OH)2 , ou vitamine D3). Physiologiquement, la maladie affecte les os, et l'équilibre du malade en raison de la déformation des articulations (genoux / chevilles). Une personne atteinte ne peut typiquement pas faire se toucher à la fois ses genoux et ses chevilles.
Cette maladie génétique est à transmission dominante liée à l’X,, c'est-à-dire que le gène atteint (PHEX) se trouve sur le chromosome X, et qu'il est dominant — un seul allèle défectueux suffit pour déclarer la maladie. Les hommes sont cependant souvent plus gravement atteints que les femmes, puisqu'ils n'ont pas d'allèle sain.

## Traitement
Le traitement associe habituellement du phosphate sous forme orale et de fortes doses de calcitriol. La réponse reste cependant incomplète, en particulier pour la croissance.
Le burosumab est un anticorps monoclonal dirigé contre le FGF23 et semble prometteur dans le traitement de la maladie.